# The Women's Tour 2017
La 4.ª edición del The Women's Tour (oficialmente: OVO Energy Women's Tour) se celebró en Reino Unido entre el 7 y el 11 de junio de 2017 con inicio en la ciudad de Daventry y final en la ciudad de Londres. El recorrido consistió de un total de 5 etapas sobre una distancia total de 628 km.
La carrera hizo parte del UCI WorldTour Femenino 2017 como competencia de categoría 2.WWT del calendario ciclístico de máximo nivel mundial siendo la decimosegunda carrera de dicho circuito y fue ganada por la ciclista polaca Katarzyna Niewiadoma del equipo WM3. El podio lo completaron la ciclista luxemburguesa Christine Majerus del equipo Boels Dolmans y la ciclista británica Hannah Barnes del equipo Canyon-SRAM Racing.

## Equipos participantes
| Equipos femeninos (17)- Alé Cipollini Galassia - BePink Cogeas - Boels Dolmans - Canyon Sram Racing - Cervélo Bigla - Cylance Pro Cycling - Drops - FDJ-Nouvelle Aquitaine-Futuroscope - Hitec Products - Lares-Waowdeals Women Cycling Team - Lensworld-Kuota - Orica-Scott - Sunweb - VéloCONCEPT Women - Wiggle High5 - WM3 Pro Cycling - Team WNT |
| |

## Etapas
| Etapa     | Fecha     | Recorrido                         | type            | Distancia (km) | Ganador              | Líder                |
| --------- | --------- | --------------------------------- | --------------- | -------------- | -------------------- | -------------------- |
| 1.ª etapa | 7 de jun  | Daventry – Kettering              | etapa llana     | 147,5          | Katarzyna Niewiadoma | Katarzyna Niewiadoma |
| 2.ª etapa | 8 de jun  | Stoke-on-Trent – Stoke-on-Trent   | etapa escarpada | 144,5          | Amy Pieters          | Katarzyna Niewiadoma |
| 3.ª etapa | 9 de jun  | Atherstone – Royal Leamington Spa | etapa escarpada | 151            | Chloe Hosking        | Katarzyna Niewiadoma |
| 4.ª etapa | 10 de jun | Chesterfield – Derbyshire         | etapa escarpada | 123            | Sarah Roy            | Katarzyna Niewiadoma |
| 5.ª etapa | 11 de jun | Londres – Londres                 | etapa llana     | 62             | Jolien D'Hoore       | Katarzyna Niewiadoma |

## Desarrollo de la carrera

### 1.ª etapa
| \| Clasificación de la etapa \| Clasificación de la etapa \| Clasificación de la etapa \| Clasificación de la etapa \| Clasificación de la etapa \| \| Ciclista \| Ciclista \| Equipo \| Tiempo \| \| \| ------------------------- \| ------------------------- \| ---------------------------------- \| ------------------------- \| ------------------------- \| \| 1.ª \| Katarzyna Niewiadoma \| WM3 \| 3 h 51 min 39 s \| \| \| 2.ª \| Marianne Vos \| WM3 \| + 1 min 42 s \| \| \| 3.ª \| Christine Majerus \| Boels Dolmans \| + 1 min 42 s \| \| \| 4.ª \| Giorgia Bronzini \| Wiggle High5 \| + 1 min 42 s \| \| \| 5.ª \| Tiffany Cromwell \| Canyon-SRAM Racing \| + 1 min 42 s \| \| \| 6.ª \| Christina Siggaard \| VéloCONCEPT Women \| + 1 min 42 s \| \| \| 7.ª \| Alice Barnes \| Drops \| + 1 min 42 s \| \| \| 8.ª \| Ashleigh Moolman-Pasio \| Cervélo Bigla \| + 1 min 42 s \| \| \| 9.ª \| Maria Giulia Confalonieri \| Lensworld-Kuota \| + 1 min 42 s \| \| \| 10.ª \| Roxane Fournier \| FDJ-Nouvelle Aquitaine-Futuroscope \| + 1 min 42 s \| \| |                           |                                    |                 |
| |                           |                                    |                 |
| Fuente: ProCyclingStats |                           |                                    |                 |
| Clasificación de la etapa |                           |                                    |                 |
| Ciclista | Ciclista                  | Equipo                             | Tiempo          |
| 1.ª | Katarzyna Niewiadoma      | WM3                                | 3 h 51 min 39 s |
| 2.ª | Marianne Vos              | WM3                                | + 1 min 42 s    |
| 3.ª | Christine Majerus         | Boels Dolmans                      | + 1 min 42 s    |
| 4.ª | Giorgia Bronzini          | Wiggle High5                       | + 1 min 42 s    |
| 5.ª | Tiffany Cromwell          | Canyon-SRAM Racing                 | + 1 min 42 s    |
| 6.ª | Christina Siggaard        | VéloCONCEPT Women                  | + 1 min 42 s    |
| 7.ª | Alice Barnes              | Drops                              | + 1 min 42 s    |
| 8.ª | Ashleigh Moolman-Pasio    | Cervélo Bigla                      | + 1 min 42 s    |
| 9.ª | Maria Giulia Confalonieri | Lensworld-Kuota                    | + 1 min 42 s    |
| 10.ª | Roxane Fournier           | FDJ-Nouvelle Aquitaine-Futuroscope | + 1 min 42 s    |

| \| Clasificación general \| Clasificación general \| Clasificación general \| Clasificación general \| Clasificación general \| \| Ciclista \| Ciclista \| Equipo \| Tiempo \| \| \| --------------------- \| ------------------------- \| ---------------------------------- \| --------------------- \| --------------------- \| \| 1.ª \| Katarzyna Niewiadoma \| WM3 \| 3 h 51 min 29 s \| \| \| 2.ª \| Marianne Vos \| WM3 \| + 1 min 46 s \| \| \| 3.ª \| Christine Majerus \| Boels Dolmans \| + 1 min 48 s \| \| \| 4.ª \| Giorgia Bronzini \| Wiggle High5 \| + 1 min 52 s \| \| \| 5.ª \| Tiffany Cromwell \| Canyon-SRAM Racing \| + 1 min 52 s \| \| \| 6.ª \| Christina Siggaard \| VéloCONCEPT Women \| + 1 min 52 s \| \| \| 7.ª \| Alice Barnes \| Drops \| + 1 min 52 s \| \| \| 8.ª \| Ashleigh Moolman-Pasio \| Cervélo Bigla \| + 1 min 52 s \| \| \| 9.ª \| Maria Giulia Confalonieri \| Lensworld-Kuota \| + 1 min 52 s \| \| \| 10.ª \| Roxane Fournier \| FDJ-Nouvelle Aquitaine-Futuroscope \| + 1 min 52 s \| \| |                           |                                    |                 |
| |                           |                                    |                 |
| Fuente: ProCyclingStats |                           |                                    |                 |
| Clasificación general |                           |                                    |                 |
| Ciclista | Ciclista                  | Equipo                             | Tiempo          |
| 1.ª | Katarzyna Niewiadoma      | WM3                                | 3 h 51 min 29 s |
| 2.ª | Marianne Vos              | WM3                                | + 1 min 46 s    |
| 3.ª | Christine Majerus         | Boels Dolmans                      | + 1 min 48 s    |
| 4.ª | Giorgia Bronzini          | Wiggle High5                       | + 1 min 52 s    |
| 5.ª | Tiffany Cromwell          | Canyon-SRAM Racing                 | + 1 min 52 s    |
| 6.ª | Christina Siggaard        | VéloCONCEPT Women                  | + 1 min 52 s    |
| 7.ª | Alice Barnes              | Drops                              | + 1 min 52 s    |
| 8.ª | Ashleigh Moolman-Pasio    | Cervélo Bigla                      | + 1 min 52 s    |
| 9.ª | Maria Giulia Confalonieri | Lensworld-Kuota                    | + 1 min 52 s    |
| 10.ª | Roxane Fournier           | FDJ-Nouvelle Aquitaine-Futuroscope | + 1 min 52 s    |

### 2.ª etapa
| \| Clasificación de la etapa \| Clasificación de la etapa \| Clasificación de la etapa \| Clasificación de la etapa \| Clasificación de la etapa \| \| Ciclista \| Ciclista \| Equipo \| Tiempo \| \| \| ------------------------- \| ------------------------- \| ---------------------------------- \| ------------------------- \| ------------------------- \| \| 1.ª \| Amy Pieters \| Boels Dolmans \| 3 h 49 min 42 s \| \| \| 2.ª \| Hannah Barnes \| Canyon-SRAM Racing \| + 0 s \| \| \| 3.ª \| Ellen van Dijk \| Sunweb \| + 0 s \| \| \| 4.ª \| Marianne Vos \| WM3 \| + 0 s \| \| \| 5.ª \| Katarzyna Niewiadoma \| WM3 \| + 0 s \| \| \| 6.ª \| Elisa Longo Borghini \| Wiggle High5 \| + 0 s \| \| \| 7.ª \| Ashleigh Moolman-Pasio \| Cervélo Bigla \| + 0 s \| \| \| 8.ª \| Alice Barnes \| Drops \| + 0 s \| \| \| 9.ª \| Danielle King \| Cylance \| + 0 s \| \| \| 10.ª \| Aude Biannic \| FDJ-Nouvelle Aquitaine-Futuroscope \| + 0 s \| \| |                        |                                    |                 |
| |                        |                                    |                 |
| Fuente: ProCyclingStats |                        |                                    |                 |
| Clasificación de la etapa |                        |                                    |                 |
| Ciclista | Ciclista               | Equipo                             | Tiempo          |
| 1.ª | Amy Pieters            | Boels Dolmans                      | 3 h 49 min 42 s |
| 2.ª | Hannah Barnes          | Canyon-SRAM Racing                 | + 0 s           |
| 3.ª | Ellen van Dijk         | Sunweb                             | + 0 s           |
| 4.ª | Marianne Vos           | WM3                                | + 0 s           |
| 5.ª | Katarzyna Niewiadoma   | WM3                                | + 0 s           |
| 6.ª | Elisa Longo Borghini   | Wiggle High5                       | + 0 s           |
| 7.ª | Ashleigh Moolman-Pasio | Cervélo Bigla                      | + 0 s           |
| 8.ª | Alice Barnes           | Drops                              | + 0 s           |
| 9.ª | Danielle King          | Cylance                            | + 0 s           |
| 10.ª | Aude Biannic           | FDJ-Nouvelle Aquitaine-Futuroscope | + 0 s           |

| \| Clasificación general \| Clasificación general \| Clasificación general \| Clasificación general \| Clasificación general \| \| Ciclista \| Ciclista \| Equipo \| Tiempo \| \| \| --------------------- \| ---------------------- \| --------------------- \| --------------------- \| --------------------- \| \| 1.ª \| Katarzyna Niewiadoma \| WM3 \| 7 h 41 min 11 s \| \| \| 2.ª \| Marianne Vos \| WM3 \| + 1 min 46 s \| \| \| 3.ª \| Hannah Barnes \| Canyon-SRAM Racing \| + 1 min 46 s \| \| \| 4.ª \| Ellen van Dijk \| Sunweb \| + 1 min 48 s \| \| \| 5.ª \| Amy Pieters \| Boels Dolmans \| + 1 min 48 s \| \| \| 6.ª \| Ashleigh Moolman-Pasio \| Cervélo Bigla \| + 1 min 52 s \| \| \| 7.ª \| Alice Barnes \| Drops \| + 1 min 52 s \| \| \| 8.ª \| Christine Majerus \| Boels Dolmans \| + 1 min 55 s \| \| \| 9.ª \| Cecilie Uttrup Ludwig \| Cervélo Bigla \| + 1 min 58 s \| \| \| 10.ª \| Danielle King \| Cylance \| + 1 min 59 s \| \| |                        |                    |                 |
| |                        |                    |                 |
| Fuente: ProCyclingStats |                        |                    |                 |
| Clasificación general |                        |                    |                 |
| Ciclista | Ciclista               | Equipo             | Tiempo          |
| 1.ª | Katarzyna Niewiadoma   | WM3                | 7 h 41 min 11 s |
| 2.ª | Marianne Vos           | WM3                | + 1 min 46 s    |
| 3.ª | Hannah Barnes          | Canyon-SRAM Racing | + 1 min 46 s    |
| 4.ª | Ellen van Dijk         | Sunweb             | + 1 min 48 s    |
| 5.ª | Amy Pieters            | Boels Dolmans      | + 1 min 48 s    |
| 6.ª | Ashleigh Moolman-Pasio | Cervélo Bigla      | + 1 min 52 s    |
| 7.ª | Alice Barnes           | Drops              | + 1 min 52 s    |
| 8.ª | Christine Majerus      | Boels Dolmans      | + 1 min 55 s    |
| 9.ª | Cecilie Uttrup Ludwig  | Cervélo Bigla      | + 1 min 58 s    |
| 10.ª | Danielle King          | Cylance            | + 1 min 59 s    |

### 3.ª etapa
| \| Clasificación de la etapa \| Clasificación de la etapa \| Clasificación de la etapa \| Clasificación de la etapa \| Clasificación de la etapa \| \| Ciclista \| Ciclista \| Equipo \| Tiempo \| \| \| ------------------------- \| ------------------------- \| ------------------------- \| ------------------------- \| ------------------------- \| \| 1.ª \| Chloe Hosking \| Alé Cipollini \| 3 h 57 min 10 s \| \| \| 2.ª \| Alice Barnes \| Drops \| + 0 s \| \| \| 3.ª \| Ellen van Dijk \| Sunweb \| + 0 s \| \| \| 4.ª \| Giorgia Bronzini \| Wiggle High5 \| + 0 s \| \| \| 5.ª \| Christine Majerus \| Boels Dolmans \| + 0 s \| \| \| 6.ª \| Hannah Barnes \| Canyon-SRAM Racing \| + 0 s \| \| \| 7.ª \| Katie Archibald \| Team WNT \| + 0 s \| \| \| 8.ª \| Sara Penton \| VéloCONCEPT Women \| + 0 s \| \| \| 9.ª \| Emilie Moberg \| Hitec Products \| + 0 s \| \| \| 10.ª \| Alison Jackson \| BePink Cogeas \| + 0 s \| \| |                   |                    |                 |
| |                   |                    |                 |
| Fuente: ProCyclingStats |                   |                    |                 |
| Clasificación de la etapa |                   |                    |                 |
| Ciclista | Ciclista          | Equipo             | Tiempo          |
| 1.ª | Chloe Hosking     | Alé Cipollini      | 3 h 57 min 10 s |
| 2.ª | Alice Barnes      | Drops              | + 0 s           |
| 3.ª | Ellen van Dijk    | Sunweb             | + 0 s           |
| 4.ª | Giorgia Bronzini  | Wiggle High5       | + 0 s           |
| 5.ª | Christine Majerus | Boels Dolmans      | + 0 s           |
| 6.ª | Hannah Barnes     | Canyon-SRAM Racing | + 0 s           |
| 7.ª | Katie Archibald   | Team WNT           | + 0 s           |
| 8.ª | Sara Penton       | VéloCONCEPT Women  | + 0 s           |
| 9.ª | Emilie Moberg     | Hitec Products     | + 0 s           |
| 10.ª | Alison Jackson    | BePink Cogeas      | + 0 s           |

| \| Clasificación general \| Clasificación general \| Clasificación general \| Clasificación general \| Clasificación general \| \| Ciclista \| Ciclista \| Equipo \| Tiempo \| \| \| --------------------- \| ---------------------- \| --------------------- \| --------------------- \| --------------------- \| \| 1.ª \| Katarzyna Niewiadoma \| WM3 \| 11 h 38 min 21 s \| \| \| 2.ª \| Ellen van Dijk \| Sunweb \| + 1 min 43 s \| \| \| 3.ª \| Alice Barnes \| Drops \| + 1 min 46 s \| \| \| 4.ª \| Hannah Barnes \| Canyon-SRAM Racing \| + 1 min 46 s \| \| \| 5.ª \| Marianne Vos \| WM3 \| + 1 min 46 s \| \| \| 6.ª \| Ashleigh Moolman-Pasio \| Cervélo Bigla \| + 1 min 52 s \| \| \| 7.ª \| Christine Majerus \| Boels Dolmans \| + 1 min 55 s \| \| \| 8.ª \| Katie Archibald \| Team WNT \| + 1 min 56 s \| \| \| 9.ª \| Cecilie Uttrup Ludwig \| Cervélo Bigla \| + 1 min 58 s \| \| \| 10.ª \| Danielle King \| Cylance \| + 1 min 59 s \| \| |                        |                    |                  |
| |                        |                    |                  |
| Fuente: ProCyclingStats |                        |                    |                  |
| Clasificación general |                        |                    |                  |
| Ciclista | Ciclista               | Equipo             | Tiempo           |
| 1.ª | Katarzyna Niewiadoma   | WM3                | 11 h 38 min 21 s |
| 2.ª | Ellen van Dijk         | Sunweb             | + 1 min 43 s     |
| 3.ª | Alice Barnes           | Drops              | + 1 min 46 s     |
| 4.ª | Hannah Barnes          | Canyon-SRAM Racing | + 1 min 46 s     |
| 5.ª | Marianne Vos           | WM3                | + 1 min 46 s     |
| 6.ª | Ashleigh Moolman-Pasio | Cervélo Bigla      | + 1 min 52 s     |
| 7.ª | Christine Majerus      | Boels Dolmans      | + 1 min 55 s     |
| 8.ª | Katie Archibald        | Team WNT           | + 1 min 56 s     |
| 9.ª | Cecilie Uttrup Ludwig  | Cervélo Bigla      | + 1 min 58 s     |
| 10.ª | Danielle King          | Cylance            | + 1 min 59 s     |

### 4.ª etapa
| \| Clasificación de la etapa \| Clasificación de la etapa \| Clasificación de la etapa \| Clasificación de la etapa \| Clasificación de la etapa \| \| Ciclista \| Ciclista \| Equipo \| Tiempo \| \| \| ------------------------- \| ------------------------- \| ------------------------- \| ------------------------- \| ------------------------- \| \| 1.ª \| Sarah Roy \| Orica-Scott \| 3 h 27 min 48 s \| \| \| 2.ª \| Christine Majerus \| Boels Dolmans \| + 1 s \| \| \| 3.ª \| Leah Kirchmann \| Sunweb \| + 5 s \| \| \| 4.ª \| Marta Bastianelli \| Alé Cipollini \| + 17 s \| \| \| 5.ª \| Hannah Barnes \| Canyon-SRAM Racing \| + 17 s \| \| \| 6.ª \| Giorgia Bronzini \| Wiggle High5 \| + 17 s \| \| \| 7.ª \| Alexandra Manly \| Orica-Scott \| + 17 s \| \| \| 8.ª \| Ellen van Dijk \| Sunweb \| + 17 s \| \| \| 9.ª \| Lucinda Brand \| Sunweb \| + 17 s \| \| \| 10.ª \| Sofie De Vuyst \| Lares-Waowdeals Women \| + 22 s \| \| |                   |                       |                 |
| |                   |                       |                 |
| Fuente: ProCyclingStats |                   |                       |                 |
| Clasificación de la etapa |                   |                       |                 |
| Ciclista | Ciclista          | Equipo                | Tiempo          |
| 1.ª | Sarah Roy         | Orica-Scott           | 3 h 27 min 48 s |
| 2.ª | Christine Majerus | Boels Dolmans         | + 1 s           |
| 3.ª | Leah Kirchmann    | Sunweb                | + 5 s           |
| 4.ª | Marta Bastianelli | Alé Cipollini         | + 17 s          |
| 5.ª | Hannah Barnes     | Canyon-SRAM Racing    | + 17 s          |
| 6.ª | Giorgia Bronzini  | Wiggle High5          | + 17 s          |
| 7.ª | Alexandra Manly   | Orica-Scott           | + 17 s          |
| 8.ª | Ellen van Dijk    | Sunweb                | + 17 s          |
| 9.ª | Lucinda Brand     | Sunweb                | + 17 s          |
| 10.ª | Sofie De Vuyst    | Lares-Waowdeals Women | + 22 s          |

| \| Clasificación general \| Clasificación general \| Clasificación general \| Clasificación general \| Clasificación general \| \| Ciclista \| Ciclista \| Equipo \| Tiempo \| \| \| --------------------- \| ---------------------- \| --------------------- \| --------------------- \| --------------------- \| \| 1.ª \| Katarzyna Niewiadoma \| WM3 \| 15 h 06 min 31 s \| \| \| 2.ª \| Christine Majerus \| Boels Dolmans \| + 1 min 25 s \| \| \| 3.ª \| Leah Kirchmann \| Sunweb \| + 1 min 36 s \| \| \| 4.ª \| Ellen van Dijk \| Sunweb \| + 1 min 38 s \| \| \| 5.ª \| Hannah Barnes \| Canyon-SRAM Racing \| + 1 min 41 s \| \| \| 6.ª \| Alice Barnes \| Drops \| + 1 min 46 s \| \| \| 7.ª \| Ashleigh Moolman-Pasio \| Cervélo Bigla \| + 1 min 52 s \| \| \| 8.ª \| Cecilie Uttrup Ludwig \| Cervélo Bigla \| + 1 min 58 s \| \| \| 9.ª \| Danielle King \| Cylance \| + 1 min 59 s \| \| \| 10.ª \| Elisa Longo Borghini \| Wiggle High5 \| + 2 min 00 s \| \| |                        |                    |                  |
| |                        |                    |                  |
| Fuente: ProCyclingStats |                        |                    |                  |
| Clasificación general |                        |                    |                  |
| Ciclista | Ciclista               | Equipo             | Tiempo           |
| 1.ª | Katarzyna Niewiadoma   | WM3                | 15 h 06 min 31 s |
| 2.ª | Christine Majerus      | Boels Dolmans      | + 1 min 25 s     |
| 3.ª | Leah Kirchmann         | Sunweb             | + 1 min 36 s     |
| 4.ª | Ellen van Dijk         | Sunweb             | + 1 min 38 s     |
| 5.ª | Hannah Barnes          | Canyon-SRAM Racing | + 1 min 41 s     |
| 6.ª | Alice Barnes           | Drops              | + 1 min 46 s     |
| 7.ª | Ashleigh Moolman-Pasio | Cervélo Bigla      | + 1 min 52 s     |
| 8.ª | Cecilie Uttrup Ludwig  | Cervélo Bigla      | + 1 min 58 s     |
| 9.ª | Danielle King          | Cylance            | + 1 min 59 s     |
| 10.ª | Elisa Longo Borghini   | Wiggle High5       | + 2 min 00 s     |

### 5.ª etapa
| \| Clasificación de la etapa \| Clasificación de la etapa \| Clasificación de la etapa \| Clasificación de la etapa \| Clasificación de la etapa \| \| Ciclista \| Ciclista \| Equipo \| Tiempo \| \| \| ------------------------- \| ------------------------- \| ---------------------------------- \| ------------------------- \| ------------------------- \| \| 1.ª \| Jolien D'Hoore \| Wiggle High5 \| 1 h 28 min 23 s \| \| \| 2.ª \| Hannah Barnes \| Canyon-SRAM Racing \| + 0 s \| \| \| 3.ª \| Christine Majerus \| Boels Dolmans \| + 0 s \| \| \| 4.ª \| Roxane Fournier \| FDJ-Nouvelle Aquitaine-Futuroscope \| + 0 s \| \| \| 5.ª \| Katie Archibald \| Team WNT \| + 0 s \| \| \| 6.ª \| Marta Bastianelli \| Alé Cipollini \| + 0 s \| \| \| 7.ª \| Giorgia Bronzini \| Wiggle High5 \| + 0 s \| \| \| 8.ª \| Anna van der Breggen \| Boels Dolmans \| + 0 s \| \| \| 9.ª \| Elena Cecchini \| Canyon-SRAM Racing \| + 0 s \| \| \| 10.ª \| Alice Maria Arzuffi \| Lensworld-Kuota \| + 0 s \| \| |                      |                                    |                 |
| |                      |                                    |                 |
| Fuente: ProCyclingStats |                      |                                    |                 |
| Clasificación de la etapa |                      |                                    |                 |
| Ciclista | Ciclista             | Equipo                             | Tiempo          |
| 1.ª | Jolien D'Hoore       | Wiggle High5                       | 1 h 28 min 23 s |
| 2.ª | Hannah Barnes        | Canyon-SRAM Racing                 | + 0 s           |
| 3.ª | Christine Majerus    | Boels Dolmans                      | + 0 s           |
| 4.ª | Roxane Fournier      | FDJ-Nouvelle Aquitaine-Futuroscope | + 0 s           |
| 5.ª | Katie Archibald      | Team WNT                           | + 0 s           |
| 6.ª | Marta Bastianelli    | Alé Cipollini                      | + 0 s           |
| 7.ª | Giorgia Bronzini     | Wiggle High5                       | + 0 s           |
| 8.ª | Anna van der Breggen | Boels Dolmans                      | + 0 s           |
| 9.ª | Elena Cecchini       | Canyon-SRAM Racing                 | + 0 s           |
| 10.ª | Alice Maria Arzuffi  | Lensworld-Kuota                    | + 0 s           |

## Clasificaciones finales
Las clasificaciones finalizaron de la siguiente forma:

### Clasificación general
| \| Clasificación general \| Clasificación general \| Clasificación general \| Clasificación general \| Clasificación general \| \| Ciclista \| Ciclista \| Equipo \| Tiempo \| \| \| --------------------- \| ---------------------- \| --------------------- \| --------------------- \| --------------------- \| \| 1.ª \| Katarzyna Niewiadoma \| WM3 \| 16 h 34 min 53 s \| \| \| 2.ª \| Christine Majerus \| Boels Dolmans \| + 1 min 18 s \| \| \| 3.ª \| Hannah Barnes \| Canyon-SRAM Racing \| + 1 min 30 s \| \| \| 4.ª \| Leah Kirchmann \| Sunweb \| + 1 min 36 s \| \| \| 5.ª \| Ellen van Dijk \| Sunweb \| + 1 min 39 s \| \| \| 6.ª \| Alice Barnes \| Drops \| + 1 min 47 s \| \| \| 7.ª \| Ashleigh Moolman-Pasio \| Cervélo Bigla \| + 1 min 53 s \| \| \| 8.ª \| Cecilie Uttrup Ludwig \| Cervélo Bigla \| + 1 min 59 s \| \| \| 9.ª \| Danielle King \| Cylance \| + 2 min 00 s \| \| \| 10.ª \| Elisa Longo Borghini \| Wiggle High5 \| + 2 min 01 s \| \| |                        |                    |                  |
| |                        |                    |                  |
| Fuente: ProCyclingStats |                        |                    |                  |
| Clasificación general |                        |                    |                  |
| Ciclista | Ciclista               | Equipo             | Tiempo           |
| 1.ª | Katarzyna Niewiadoma   | WM3                | 16 h 34 min 53 s |
| 2.ª | Christine Majerus      | Boels Dolmans      | + 1 min 18 s     |
| 3.ª | Hannah Barnes          | Canyon-SRAM Racing | + 1 min 30 s     |
| 4.ª | Leah Kirchmann         | Sunweb             | + 1 min 36 s     |
| 5.ª | Ellen van Dijk         | Sunweb             | + 1 min 39 s     |
| 6.ª | Alice Barnes           | Drops              | + 1 min 47 s     |
| 7.ª | Ashleigh Moolman-Pasio | Cervélo Bigla      | + 1 min 53 s     |
| 8.ª | Cecilie Uttrup Ludwig  | Cervélo Bigla      | + 1 min 59 s     |
| 9.ª | Danielle King          | Cylance            | + 2 min 00 s     |
| 10.ª | Elisa Longo Borghini   | Wiggle High5       | + 2 min 01 s     |

### Clasificación por puntos
| Clasificación por puntos | Clasificación por puntos | Clasificación por puntos | Clasificación por puntos | Clasificación por puntos |
| Ciclista                 | Ciclista                 | Equipo                   | Puntos                   |                          |
| ------------------------ | ------------------------ | ------------------------ | ------------------------ | ------------------------ |
| 1.ª                      | Christine Majerus        | Boels Dolmans            | 36 pts                   |                          |
| 2.ª                      | Hannah Barnes            | Canyon-SRAM Racing       | 35 pts                   |                          |
| 3.ª                      | Giorgia Bronzini         | Wiggle High5             | 23 pts                   |                          |
| 4.ª                      | Katarzyna Niewiadoma     | WM3                      | 21 pts                   |                          |
| 5.ª                      | Ellen van Dijk           | Sunweb                   | 21 pts                   |                          |
| 6.ª                      | Alice Barnes             | Drops                    | 19 pts                   |                          |
| 7.ª                      | Amy Pieters              | Boels Dolmans            | 15 pts                   |                          |
| 8.ª                      | Sarah Roy                | Orica-Scott              | 15 pts                   |                          |
| 9.ª                      | Jolien D'Hoore           | Wiggle High5             | 15 pts                   |                          |
| 10.ª                     | Chloe Hosking            | Alé Cipollini            | 15 pts                   |                          |

### Clasificación de la montaña
| Clasificación de la montaña | Clasificación de la montaña | Clasificación de la montaña        | Clasificación de la montaña | Clasificación de la montaña |
| Ciclista                    | Ciclista                    | Equipo                             | Puntos                      |                             |
| --------------------------- | --------------------------- | ---------------------------------- | --------------------------- | --------------------------- |
| 1.ª                         | Audrey Cordon-Ragot         | Wiggle High5                       | 31 pts                      |                             |
| 2.ª                         | Lucinda Brand               | Sunweb                             | 25 pts                      |                             |
| 3.ª                         | Katarzyna Niewiadoma        | WM3                                | 24 pts                      |                             |
| 4.ª                         | Shara Gillow                | FDJ-Nouvelle Aquitaine-Futuroscope | 17 pts                      |                             |
| 5.ª                         | Elisa Longo Borghini        | Wiggle High5                       | 16 pts                      |                             |
| 6.ª                         | Małgorzata Jasińska         | Cylance                            | 16 pts                      |                             |
| 7.ª                         | Ashleigh Moolman-Pasio      | Cervélo Bigla                      | 14 pts                      |                             |
| 8.ª                         | Cecilie Uttrup Ludwig       | Cervélo Bigla                      | 12 pts                      |                             |
| 9.ª                         | Ellen van Dijk              | Sunweb                             | 10 pts                      |                             |
| 10.ª                        | Christine Majerus           | Boels Dolmans                      | 9 pts                       |                             |

### Clasificación de las metas volantes
| Clasificación de las metas volantes | Clasificación de las metas volantes | Clasificación de las metas volantes | Clasificación de las metas volantes | Clasificación de las metas volantes |
| Ciclista                            | Ciclista                            | Equipo                              | Puntos                              |                                     |
| ----------------------------------- | ----------------------------------- | ----------------------------------- | ----------------------------------- | ----------------------------------- |
| 1.ª                                 | Christine Majerus                   | Boels Dolmans                       | 10 pts                              |                                     |
| 2.ª                                 | Jolien D'Hoore                      | Wiggle High5                        | 8 pts                               |                                     |
| 3.ª                                 | Hannah Barnes                       | Canyon-SRAM Racing                  | 6 pts                               |                                     |
| 4.ª                                 | Leah Kirchmann                      | Sunweb                              | 6 pts                               |                                     |
| 5.ª                                 | Katie Archibald                     | Team WNT                            | 6 pts                               |                                     |
| 6.ª                                 | Lisa Klein                          | Cervélo Bigla                       | 5 pts                               |                                     |
| 7.ª                                 | Amy Pieters                         | Boels Dolmans                       | 5 pts                               |                                     |
| 8.ª                                 | Alison Jackson                      | BePink Cogeas                       | 3 pts                               |                                     |
| 9.ª                                 | Lucinda Brand                       | Sunweb                              | 2 pts                               |                                     |
| 10.ª                                | Sarah Roy                           | Orica-Scott                         | 2 pts                               |                                     |

### Clasificación por equipos
| Clasificación por equipos | Clasificación por equipos          | Clasificación por equipos | Clasificación por equipos |
| Equipo                    | Equipo                             | Tiempo                    |                           |
| ------------------------- | ---------------------------------- | ------------------------- | ------------------------- |
| 1.º                       | Team Sunweb                        | 49 h 50 min 15 s          |                           |
| 2.º                       | Cervélo Bigla                      | + 29 s                    |                           |
| 3.º                       | Boels Dolmans                      | + 32 s                    |                           |
| 4.º                       | Canyon Sram Racing                 | + 32 s                    |                           |
| 5.º                       | FDJ-Nouvelle Aquitaine-Futuroscope | + 1 min 17 s              |                           |
| 6.º                       | Wiggle High5                       | + 1 min 40 s              |                           |
| 7.º                       | Cylance Pro Cycling                | + 6 min 16 s              |                           |
| 8.º                       | Orica-Scott                        | + 9 min 20 s              |                           |
| 9.º                       | Alé Cipollini Galassia             | + 14 min 11 s             |                           |
| 10.º                      | Drops                              | + 18 min 38 s             |                           |

## Evolución de las clasificaciones
| Etapa                   | Vencedora               | Clasificación general | Clasificación por puntos | Clasificación de la montaña | Clasificación de las metas volantes | Clasificación por equipos | Clasificación de la mejor británica |
| ----------------------- | ----------------------- | --------------------- | ------------------------ | --------------------------- | ----------------------------------- | ------------------------- | ----------------------------------- |
| 1.ª                     | Katarzyna Niewiadoma    | Katarzyna Niewiadoma  | Katarzyna Niewiadoma     | Audrey Cordon               | Lisa Klein                          | WM3                       | Alice Barnes                        |
| 2.ª                     | Amy Pieters             | Katarzyna Niewiadoma  | Katarzyna Niewiadoma     | Audrey Cordon               | Lisa Klein                          | Cervélo Bigla             | Hannah Barnes                       |
| 3.ª                     | Chloe Hosking           | Katarzyna Niewiadoma  | Katarzyna Niewiadoma     | Audrey Cordon               | Jolien D'Hoore                      | Cervélo Bigla             | Alice Barnes                        |
| 4.ª                     | Sarah Roy               | Katarzyna Niewiadoma  | Christine Majerus        | Audrey Cordon               | Jolien D'Hoore                      | Sunweb                    | Hannah Barnes                       |
| 5.ª                     | Jolien D'Hoore          | Katarzyna Niewiadoma  | Christine Majerus        | Audrey Cordon               | Christine Majerus                   | Sunweb                    | Hannah Barnes                       |
| Clasificaciones finales | Clasificaciones finales | Katarzyna Niewiadoma  | Christine Majerus        | Audrey Cordon               | Christine Majerus                   | Sunweb                    | Hannah Barnes                       |

## UCI WorldTour Femenino
La carrera The Women's Tour otorga puntos para el UCI WorldTour Femenino 2017, incluyendo a todas las corredoras de los equipos en las categorías UCI Team Femenino. Las siguientes tablas muestran el baremo de puntuación y las 10 corredoras que obtuvieron más puntos:
| Posición              | 1.ª | 2.ª | 3.ª | 4.ª | 5.ª | 6.ª | 7.ª | 8.ª | 9.ª | 10.ª | 11.ª | 12.ª | 13.ª | 14.ª | 15.ª | 16.ª | 17.ª | 18.ª | 19.ª | 20.ª |
| Clasificación general | 120 | 100 | 85  | 70  | 60  | 50  | 40  | 35  | 30  | 25   | 20   | 18   | 16   | 14   | 12   | 10   | 8    | 6    | 4    | 2    |
| Por etapa             | 25  | 20  | 18  | 16  | 14  | 12  | 10  | 8   | 6   | 4    |      |      |      |      |      |      |      |      |      |      |
| Líder                 | 6   |     |     |     |     |     |     |     |     |      |      |      |      |      |      |      |      |      |      |      |

| Clasificación | Clasificación        | Clasificación             | Clasificación | Clasificación | Clasificación | Clasificación |
| Posición      | Ciclista             | Equipo                    | General       | Etapa         | Líder         | Total         |
| ------------- | -------------------- | ------------------------- | ------------- | ------------- | ------------- | ------------- |
| 1.ª           | Katarzyna Niewiadoma | WM3 Energie               | 120           | 39            | 24            | 183           |
| 2.ª           | Christine Majerus    | Boels Dolmans             | 100           | 70            | -             | 170           |
| 3.ª           | Hannah Barnes        | Canyon SRAM Racing        | 85            | 66            | -             | 151           |
| 4.ª           | Ellen Van Dijk       | Team Sunweb               | 60            | 44            | -             | 104           |
| 5.ª           | Leah Kirchmann       | Team Sunweb               | 70            | 18            | -             | 88            |
| 6.ª           | Alice Barnes         | Drops                     | 50            | 38            | -             | 88            |
| 7.ª           | Ashleigh Moolman     | Cervélo-Bigla Pro Cycling | 40            | 18            | -             | 58            |
| 8.ª           | Giorgia Bronzini     | Wiggle High5              | -             | 54            | -             | 54            |
| 9.ª           | Elisa Longo Borghini | Wiggle High5              | 25            | 12            | -             | 37            |
| 10.ª          | Danielle Rowe        | Cylance Pro Cycling       | 30            | 6             | -             | 36            |